# Alexandr Ivánik
Alexandr Mijáilovich Ivánik –en ruso, Александр Михайлович Иваник– (Ust-Kamensk, URSS, 26 de febrero de 1968) es un deportista ruso que compitió en piragüismo en la modalidad de aguas tranquilas. Ganó diez medallas en el Campeonato Mundial de Piragüismo entre los años 1993 y 2003, y seis medallas en el Campeonato Europeo de Piragüismo entre los años 1997 y 2004.

## Palmarés internacional
| Campeonato Mundial | Campeonato Mundial           | Campeonato Mundial | Campeonato Mundial |
| Año                | Lugar                        | Medalla            | Competición        |
| ------------------ | ---------------------------- | ------------------ | ------------------ |
| 1993               | Copenhague (Dinamarca)       | Medalla de oro     | K4 500 m           |
| 1993               | Copenhague (Dinamarca)       | Medalla de bronce  | K4 1000 m          |
| 1997               | Dartmouth (Canadá)           | Medalla de oro     | K4 200 m           |
| 1998               | Szeged (Hungría)             | Medalla de bronce  | K4 1000 m          |
| 1999               | Milán (Italia)               | Medalla de plata   | K2 200 m           |
| 1999               | Milán (Italia)               | Medalla de plata   | K4 500 m           |
| 2001               | Poznań (Polonia)             | Medalla de oro     | K4 500 m           |
| 2001               | Poznań (Polonia)             | Medalla de plata   | K4 200 m           |
| 2001               | Poznań (Polonia)             | Medalla de bronce  | K4 1000 m          |
| 2003               | Gainesville (Estados Unidos) | Medalla de bronce  | K4 500 m           |
| Campeonato Europeo |                              |                    |                    |
| Año                | Lugar                        | Medalla            | Competición        |
| 1997               | Plovdiv (Bulgaria)           | Medalla de plata   | K4 200 m           |
| 1997               | Plovdiv (Bulgaria)           | Medalla de bronce  | K4 500 m           |
| 1999               | Zagreb (Croacia)             | Medalla de oro     | K4 200 m           |
| 1999               | Zagreb (Croacia)             | Medalla de oro     | K4 500 m           |
| 2001               | Milán (Italia)               | Medalla de oro     | K4 500 m           |
| 2004               | Poznań (Polonia)             | Medalla de bronce  | K4 200 m           |